# François Achille Longet
Pour les articles homonymes, voir Longet.
François Achille Longet, né le 25 mai 1811 à Saint-Germain-en-Laye et mort le 20 avril 1871 à Bordeaux, est un anatomiste et physiologiste français.

## Biographie
François Achille Longet était un l'élève de François Magendie. Il fut un pionnier dans le domaine de la physiologie expérimentale.
En 1853, il obtint la chaire de physiologie de la faculté de médecine de Paris, en remplacement de Bérard. Un de ses meilleurs élèves a été le physiologiste allemand Moritz Schiff.
François Achille Longet est connu pour ses recherches approfondies sur le système nerveux autonome et ses expériences physiologiques de la colonne postérieure et antérieure de la moelle épinière et le moteur comportant des fonctionnalités sensorielles. Il a également fourni une description détaillée complète du nerf de l'innervation du larynx. Avec Jean Pierre Flourens (1794-1867), il a effectué des expériences concernant les effets de l'éther et le chloroforme sur le système nerveux central des animaux de laboratoire.
En 1843, avec Jacques Joseph Moreau, Jules Baillarger et Laurent Cerise, il fonde la revue Annales médico-psychologiques, concernant la psychiatrie et qui est toujours publié.

## Œuvres et publications
- Quelques considérations sur les exhalations sanguines des méninges, Thèse de médecine présentée et soutenue le 17 avril 1835, Didot le jeune, Paris, 1835, Texte intégral.
- Recherches expérimentales sur les fonctions des nerfs, des muscles du larynx et sur l'influence du nerf accessoire de Willis dans la phonation, Paris, Béchet et Labé, 1841, 36 p., Texte intégral sur Google Livres
- Recherches expérimentales et pathologiques sur les propriétés et les fonctions des faisceaux de la moelle épinière et des racines des nerfs rachidiens [précédées d'un examen historique et critique des expériences faites sur ces organes depuis Sir Ch. Bell, et suivies d'autres recherches sur diverses parties du système nerveux], Bechet jeune et Labé, Paris, 1841, 187 p. Texte intégral
- Recherches expérimentales sur les conditions nécessaires à l'entretien et à la manifestation de l'irritabilité musculaire: avec applications à la pathologie, Béchet et Labé, Paris, 1841, 36 p.
- Anatomie et physiologie du système nerveux de l'homme et des animaux vertébrés [ouvrage contenant des observations pathologiques relatives au système nerveux et des expériences sur les animaux des classes supérieures], Fortin, Paris, Masson, Paris, 1842, 2 vol. (934, 689 p.) : fig. ; in-8, tome 1 lire en ligne sur Gallica,
- Exposé succinct et raisonné des nouveaux faits anatomiques et physiologiques consignés dans les quatre mémoires adressés par M. Longet à l'Académie des sciences pour le concours de physiologie expérimentale (1841), impr. de F. Locquin, Paris, 1842,  8 p. ; in-4, lire en ligne sur Gallica
- Exposé des nouveaux faits anatomiques et physiologiques consignés dans les ouvrages adressés à l'Académie royale de médecine par F.A. Longet,... pour appuyer sa candidature à une place vacante dans la section d'anatomie et de physiologie,  imp. de Bourgogne et Martinet, Paris, 1844, Texte intégral.
- Mémoire sur les troubles qui surviennent dans l'équilibration, la station et la locomotion des animaux, après la section des parties molles de la nuque, Fortin, Masson et Cie, Paris, 1845, in-8°, 15 p., lire en ligne sur Gallica
- Expériences relatives aux effets de l'inhalation de l'éther sulfurique sur le système nerveux, V. Masson, Paris, 1847, in-8°, 54 p., lire en ligne sur Gallica
- Notice sur les travaux anatomiques et physiologiques de M. Longet...candidat à la place vacante à l'Académie des sciences section d'anatomie et de zoologie, Impr. de L. Martinet, Paris, 1850 Texte intégral.
- Notice sur les travaux scientifiques de M. Longet… candidat à la place vacante dans la section de médecine et de chirurgie, Académie des sciences (1835-1856), Impr. de L. Martinet, Paris, 1856, Texte intégral.
- Traité de physiologie V. Masson et fils, Paris, 1850-1861:

1. tome 1, fascicule 2, lire en ligne sur Gallica
2. tome 1, fascicule 3, lire en ligne sur Gallica
3. tome 2, lire en ligne sur Gallica

- Traité de physiologie, G. Baillière, Paris, 1873:

1. tome 1, 770 p. lire en ligne sur Gallica
2. tome 2, 887 p. lire en ligne sur Gallica
3. tome 3, 964 p. lire en ligne sur Gallica

En collaboration
- avec Carlo Matteucci (1811-1868): Sur la relation qui existe entre le sens du courant électrique et les contractions musculaires dues à ce courant, Fortin, Masson et Cie, Paris, 1844, in-8°, 15 p., lire en ligne sur Gallica